# みやま市立南小学校
みやま市立南小学校（みやましりつ みなみしょうがっこう）は、福岡県みやま市瀬高町太神（おおが）に位置する公立の小学校。

## 概要
歴史
明治時代に創立した小学校2校（太神・浜田）が1954年（昭和29年）に統合して開校。現校名となったのは2007年（平成19年）。2024年（令和6年）に創立70周年を迎えた。
学校教育目標
「確かな学力と豊かな心を持ち、地域を大切にする子どもの育成」
校章
梅の花弁をかたどったデザインとなっている。中央に校名の「南」の文字を配している。
校歌
作詞は古賀順蔵、作曲は金子達弥による。歌詞は3番まであり、各番に校名の「南小学校」が登場する。
通学区域
「三ノ溝、高柳一、高柳二、東津留、泰仙寺、浜田一、浜田二、堀切北、堀切南、開、長島、井手ノ上、下小川東、下小川西、県営下小川団地、市営下小川団地、真木の一部」地区。中学校区はみやま市立瀬高中学校。

## 沿革
旧・太神小学校（おおが）
- 1875年（明治8年）- 長島村に「閘蒙小学校」、下小川村に「糵栽小学校」が創立。
- 1876年（明治9年）- 閘蒙小学校が「太神小学校」に、糵栽小学校が「下小川小学校」に改称。
- 1885年（明治18年） - 太神村が川沿村と連合で「十五番学区 太神小学校」を創立。浜鶴・小川の分校2校を設置（下小川小学校を統合）。
- 1886年（明治19年）- 小学校令施行により、簡易科（3年制）を設置の上、「簡易太神小学校」に改称。
- 1889年（明治22年）4月1日 - 町村制施行により、山門郡3村（大江、太神、小川）が合併の上、小川村が発足。
- 1892年（明治25年） 4月 - 「太神尋常小学校」（尋常科3年制）に改称。補習科を附設。
- 1900年（明治33年）9月 - 尋常科を4年制に改める。
- 1907年（明治40年）1月1日 - 小川村が瀬高町に編入されたことにより、瀬高町立の尋常小学校となる。
- 1908年（明治41年）4月1日 - 改正小学校令により、尋常科（義務教育年限）が4年制から6年制に改められる。これにより尋常科5年を新設。
- 1909年（明治42年）4月1日 - 尋常科6年を新設。実業補習学校を附設する。
- 1926年（大正15年）- 併置の実業補習学校が青年訓練所充当となる。
- 1930年（昭和5年）- 瀬高町内の実業補習学校6校が統合の上、「瀬高公民学校」として、下庄尋常高等小学校に集約される。
- 1941年（昭和16年）4月1日 - 国民学校令により、「瀬高町第六国民学校」に改称。尋常科を初等科に改める。
- 1947年（昭和22年）4月1日 - 学制改革（六・三制の実施）により、国民学校初等科は「瀬高町立太神小学校」に改組・改称。
- 1951年（昭和26年）- 創立65周年記念式典を挙行。

旧・浜田小学校（はまだ）
- 1875年（明治8年）- 以下の小学校が創立。
  - 東津留村に「和鳴小学校」（後に「津留小学校」に改称）。
  - 浜田村に「養成小学校」（後に「浜田小学校」に改称）。
- 1876年（明治9年）- 津留小学校が浜田小学校に統合される。
- 1889年（明治22年）4月1日 - 町村制施行により、山門郡5村（高柳、東津留、浜田、泰仙寺、河内）が合併の上、川沿村が発足。
- 1892年（明治25年） 4月 - 「川沿尋常小学校」（尋常科3年制）が創立。
- 1900年（明治33年） - 浜田に校舎を改築。この年9月に尋常科を4年制に改める。
- 1906年（明治39年）- 校舎を改築。
- 1907年（明治40年）
  - この年 - 「浜田尋常小学校」（4年制）に改称。
  - 1月1日 - 川沿村が瀬高町に編入されたことにより、瀬高町立の尋常小学校となる。
- 1908年（明治41年）4月1日 - 改正小学校令により、尋常科（義務教育年限）が4年制から6年制に改められる。これにより尋常科5年を新設。
- 1909年（明治42年）4月1日 - 尋常科6年を新設。実業補習学校を附設する。
- 1912年（大正元年）- 校舎（南第一棟）を改築。
- 1920年（大正9年）4月1日 - 高等科を併置の上、「浜田尋常高等小学校」（尋常科6年・高等科2年）に改称。
- 1926年（大正15年）- 併置の実業補習学校が青年訓練所充当となる。
- 1930年（昭和5年）- 瀬高町内の実業補習学校6校が統合の上、「瀬高公民学校」として、下庄尋常高等小学校に集約される。
- 1931年（昭和6年）- 瀬高公民学校が南部と北部に分離。瀬高南部公民学校が併置される。
- 1935年（昭和10年）- 青年学校令の施行により、併置の瀬高南部公民学校が瀬高南部青年学校となる。
- 1937年（昭和12年）- 青年学校2校が統合の上、瀬高高等実業青年学校として、独立校舎を建設し、移転を完了（瀬高町大字下庄飛岡1882番地）。
- 1941年（昭和16年）4月1日 - 国民学校令により、「瀬高町第五国民学校」に改称。尋常科を初等科に改める。
- 1947年（昭和22年）4月1日 - 学制改革（六・三制の実施）により、国民学校初等科は「瀬高町立浜田小学校」に改組・改称。
- 1950年（昭和25年）- 創立60周年記念式典を挙行。

統合・南小学校
- 1954年（昭和29年）
  - 4月1日 - 上記の小学校2校（太神・浜田）を統合の上、「瀬高町立南小学校」が開校。
  - 10月 - 校舎第一棟・第二棟を改築。
- 1955年（昭和30年）- 校舎第三棟・給食室等が完成。
- 1958年（昭和33年）- 講堂が完成。
- 1962年（昭和37年）- プールが完成。
- 1978年（昭和53年）- 体育館が完成。
- 1982年（昭和57年）- 鉄筋コンクリート造新校舎が完成。
- 1995年（平成7年）- プールが完成。
- 2003年（平成15年）- 創立50周年記念式典を挙行。
- 2007年（平成19年）1月29日 - 3町合併により、みやま市が発足したため、「みやま市立南小学校」（現在名）に改称。

## 交通アクセス
最寄りの鉄道駅
- JR九州 鹿児島本線 「南瀬高駅」

最寄りのバス停留所
- みやま市コミュニティバス 「工藤医院前」停留所

最寄りの幹線道路
- 国道209号
- 福岡県道714号高田柳川線

## 周辺
- 柳川警察署 南瀬高警察官駐在所
- 南瀬高郵便局

## 参考資料
- 「瀬高町誌」（1974年（昭和49年）6月10日発行, 瀬高町）p.251～p.253（南小学校）
- 「みやま市史 通史編 下巻」（2020年（令和2年）3月発行, みやま市）- p.650～p.651